# Lucy Mack Smith
Lucy Mack Smith (Gilsum, 8 de julho de 1775 - Nauvoo, 14 de maio de 1856) foi a mãe de Joseph Smith Jr., fundador do Movimento dos Santos dos Últimos Dias. Ela é mais conhecida por escrever um premiado livro de memórias: Biographical Sketches of Joseph Smith (O Profeta e seus progenitores), por muitas gerações. Ela também foi uma importante líder do movimento durante a vida de Joseph.